# Zeměpán

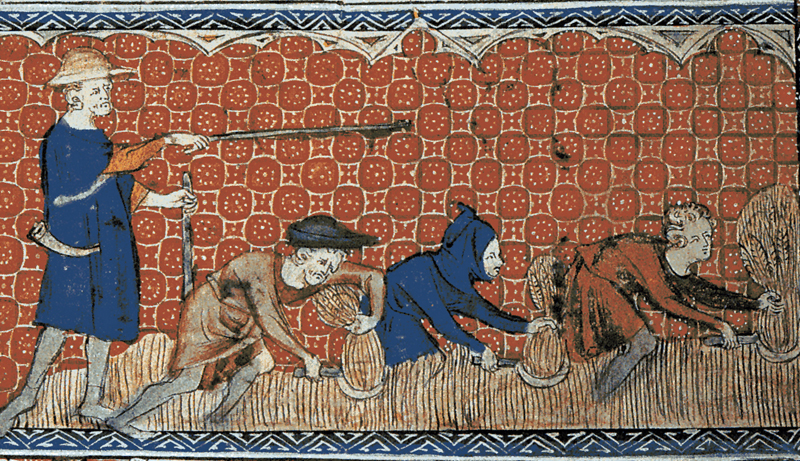
Středověká ilustrace lenního vztahu

Zeměpán (německy Landesherr) je od raného středověku označení pro majitele svrchovaného panství, monarchu, který měl nejvyšší moc či vládu na určitém území. Ten byl určován pravidlem primogenitury nebo dle lenního práva, jako vlastník či "správce" již existujícího nebo konstituujícího se rozsahu moci stanoveného pro příslušníka vysoké šlechty či kléru. Byli to králové, vévodové, markrabata, knížata, říšská hrabata.
V rámci Svaté říši římské národa německého byli panovníci jednotlivých členských států, říšských stavů (nikoli císař) pány na jimi spravovaných územích.
Zemští páni obvykle také disponovali mincovním právem a výkonem práva na svém území.